# Manfreda revoluta
Manfreda revoluta là một loài thực vật có hoa trong họ Măng tây. Loài này được (Klotzsch) Rose mô tả khoa học đầu tiên năm 1903.